# 尼克·巴姆比
尼古拉斯·莊拿芬·"尼克"·巴姆比（英語：Nicholas Jonathan "Nick" Barmby，1974年2月11日—），是一名前英格蘭足球運動員，司職中場，曾效力多支頂級聯賽球隊，並替英格蘭國家隊上陣達23次。結束球員生涯後曾擔任英冠球隊赫爾城的主教練。

## 早年
班比在赫爾城西部長大，童年時曾為當地球隊 Springhead 和 National Tigers 比賽。離開 Kelvin Hall 中學後，他轉讀了英格蘭足總開辦的足球學校。其父 Jeff Barmby 年輕時曾當過足球員，正當班比日趨成熟之際，便開始擔任兒子的經理人，負責接洽球會辦事人員。

## 球會

### 熱刺
1990年，班比離開足球學校後，輾轉間便決定和熱刺簽約。他首次為熱刺披甲上陣的比賽是在布斯费里公园球场 () 舉行的一場 Garreth Roberts 告別賽，對手是侯城，班比在此仗攻入兩球。四個月後，他得到首個正式比賽機會，面對。1992-93年球季，班比還只是18歲，便開始成為球隊主力。多年來，他曾與奇連士文和泰迪·舒寧咸等球員合作。期間合共上陣100場，打入27球，協助球隊兩度晉身足總杯準決賽。

### 米杜士堡
1995年6月，米德尔斯堡以打破球隊歷來最高轉會費525萬鎊收購班比。1995年8月26日，河畔球場啟用後舉行首場英超聯賽，班比射入他在加盟後首個入球。班比在米杜士堡總共逗留了15個月。2006年11月，愛華頓打破最高轉會費紀錄，以575萬鎊覓得班比來投。

### 愛華頓
班比在埃弗顿首季，上陣25場，攻入4球，球隊面臨降班危機，幸好最後護級成功，以排名15完成賽季。他在次季上陣30場，僅2球進賬，球隊再以些微分數逃離降班險境。及至第三季。礙於傷患困擾，班比在38場賽事中僅能上陣24次，全年攻入3球。直至在愛華頓最後一季，班比才告表現回勇，全年僅缺陣一場聯賽，並為球隊打入9球，可是愛華頓在該季聯賽排名僅屬中下游。球季結束後，班比便離隊他投，以600萬鎊轉會費加盟同市宿敵球隊利物浦，破天荒成為自1959年以來，繼 Dave Hickson 之後，首位加盟利物浦的愛華頓球員。據悉，曼聯在2000-01年季初亦曾表示渴望班比加盟，然而開價不及利物浦所付出的吸引。

### 利物浦
班比在利物浦首個球季成績不俗，協助球隊奪取足總盃、聯賽盃及歐洲足協盃三項錦標之餘，在一場默西賽德郡打吡賽中更射跨前僱主愛華頓的大門。然而他在利物浦兩年間常受傷患困擾，導致缺乏狀態，最終遭球隊放棄。利茲联以275鎊將其收歸旗下，而班比亦得以和職業足球生涯中首個領隊泰利·雲拿保斯再續前緣。

### 列斯聯
班比在列斯兩年貢獻不多，在次季因受傷患困擾，表現乏善足陳，期間曾被外借至諾定咸森林。2004年夏季，球季結束，列斯聯降班，班比離開球隊返回家鄉，以零轉會費投效當時處於甲組的侯城 。

### 侯城
班比重回侯城首季，球隊奪得聯賽亞軍，順利升班至英冠作賽。班比全季打入九個入球，其中一球在2004年11月6日對華素爾的賽事中，比賽開始七秒後射入。此球亦是球隊自創立以來最快的入球。三年後，2007-2008年球季季末，球隊打入升班附加賽，並順利勝出，首次晉級全國最高組別聯賽。一季之前，他們才瀕臨降班邊緣。2008-2009年，侯城首次踏足英超。班比於2008年12月20日對新特蘭的賽事中得分，成為歷來第五位曾替六支不同英超球隊取得入球的球員。球隊在超級聯賽度過兩個賽季，直至2010年夏季降班。同年6月30日時任侯城領隊宣佈班比加入教練團隊，擔任球員兼教練。

## 國家隊
班比替英格蘭正選上陣13次，後備10次，總共取得4個入球。其中分別在格連·荷度（1998年世界杯外圍賽3-0勝摩爾多瓦一役）和斯文·約蘭·艾歷臣（2001年，伯明翰維拉公園球場勝西班牙3-0的友誼賽）執掌國家隊的首場比賽都有進球。1996年歐洲國家盃和2000年歐洲國家盃他都有被徵召。2001年9月1日，作客的英格蘭歷史性以5-1擊敗德國一役中，班比亦有上陣。

## 教練及領隊
2011年11月15日，皮雅臣離隊重投舊東家莱斯特城，班比獲委出任看守領隊，執掌球隊後首次出賽便作客以2-0擊敗對手。2012年1月6日，班比宣布退出球員生涯。四日後，即2012年1月10日，獲球會任命為正式領隊。可是，僅數月後，於2012年4月30日，班比被球會班主暫停職務；一星期後，遭正式解僱。球會副主席 Ehab Allam 指解僱原因與班比較早前向傳媒發表的言論有關。

## 榮譽
利物浦
- 2001-02：歐洲足協盃冠軍、英格蘭足總盃冠軍、英格蘭聯賽盃冠軍

侯城
- 2004-2005：英格蘭足球甲級聯賽亞軍
- 2007-2008：英格蘭足球冠軍聯賽冠軍

## 資料來源
1. 1 2  . City Magazine (Hull City). February 2009, (issue 42): pages 26–29.
2. ↑  . Middlesbrough F.C. （原始内容存档于2009年8月21日）.
3. ↑  . Middlesbrough F.C. （原始内容存档于2008-09-08）.
4. ↑  . Hull City A.F.C. （原始内容存档于2012-04-15）.
5. ↑  . Liverpool F.C. （原始内容存档于2009-08-10）.
6. ↑  . BBC Sport. 2000-07-08.
7. ↑  . BBC Sport. 29 October 2000  [15 August 2009]. （原始内容存档于2003-03-14）.
8. ↑  . BBC Sport. 2004-02-27.
9. ↑  . BBC Sport. 2004-07-06  [2009-10-22]. （原始内容存档于2004-07-10）.
10. ↑  . hullcityafc.net. 30 June 2010  [1 July 2010]. （原始内容存档于2012年3月14日） （英语）.
11. ↑  . Offical website of Hull City FC.   [2007-09-11]. （原始内容存档于2007-06-21）.
12. ↑  . hullcityafc.net. 15 November 2011  [15 November 2011]. （原始内容存档于2012年6月23日） （英语）.
13. ↑  . Hull City A.F.C. 19 November 2011  [19 November 2011].[永久]
14. ↑  . 衛報. 10 January 2012  [2012-05-09]. （原始内容存档于2012-01-13）.
15. ↑  . BBC 新聞. 30 April 2012  [2012-05-09]. （原始内容存档于2012-05-02）.
16. ↑  . BBC 新聞. 8 May 2012  [2012-05-09]. （原始内容存档于2012-05-09）.

## 外部連結
- 足球数据库：尼克·巴姆比的球员统计数据
- 侯城官方網頁[永久]